# Satley
Satley – wieś i civil parish w Anglii, w hrabstwie Durham. Leży 16 km na zachód od miasta Durham i 381 km na północ od Londynu. W 2011 roku civil parish liczyła 287 mieszkańców.